# Fort Lesley J. McNair
Fort Lesley J. McNair est un poste militaire de la United States Army établi en 1791 à Washington, au confluent de l'Anacostia et du Potomac. Initialement dénommé Washington Arsenal, il fut renommé en 1948 en l'honneur du général Lesley J. McNair.